# 慈恵院
慈恵院（じけいいん）は、東京都府中市浅間町二丁目にある臨済宗の寺院。山号は浅間山（せんげんざん）。犬や猫、小動物といったペットの葬儀や人形供養などを行う寺院として知られる。ペット葬儀としては100年以上の歴史を持ち、東京都府中市の本山付属の多摩犬猫霊園は、ペットの墓地としては日本で最大級と言われている。

## 歴史
1921年(大正10年)に、慈恵院の付属として「多摩犬猫霊園」が置かれる。以来、犬や猫、小動物をはじめ、ペットの葬儀、供養、火葬、納骨、埋葬などを一貫して行っている。他に先祖供養や水子供養、人形供養も行っている。1990年には、付属の多摩犬猫霊園の別院として足立区内に足立別院が置かれ、府中本山同様にペット供養の場が置かれた。また2001年には、学校飼育動物の供養も始めている。

## 別院
別院には、読経所と個別の納骨堂などがそれぞれ置かれている。

### 足立別院
- 住所:東京都足立区加平1-14-3
- 交通アクセス:千代田線・北綾瀬駅より徒歩4分または車で首都高速加平出入口より2分

## アクセスなど（府中本山）
- 〒183-0001  東京都府中市浅間町2-15-1
- 京王線・府中駅または東府中駅あるいは中央線・武蔵小金井駅よりバスの利用となる。
  - 府中駅より武蔵小金井駅南口行き（あるいは武蔵小金井駅南口より府中駅行き）（京王バス:武71、武73系統）「浅間町」バス停より約600m、徒歩5分から10分程度。
  - 東府中駅より武蔵小金井駅北口行き（あるいは武蔵小金井駅北口より東府中駅行き）（京王バス:府75系統）「浅間山公園」バス停より約150m、徒歩2分程度。
  - 府中駅あるいは東府中駅より府中市コミュニティバス「ちゅうバス」（多磨町ルート）にて「生涯学習センター」バス停より約420m、徒歩5分程度。
- 参拝・拝観は朝8時から夕方5時まで。無料。

## 出演
TV
- 「動物たちが眠る霊園で」 － NHK『ドキュメント72時間』、2020年11月21日付
- 「五木ひろし」 － テレビ東京『チマタの噺』、2021年5月4日、11日　https://www.tv-tokyo.co.jp/plus/entertainment/entry/2021/023734.html